# Виацци, Глауко
Глауко Виацци (имя при рожд. Усик Ашрафян, итал. Glauco Viazzi; 17 февраля 1920, Краснодар, РСФСР — 10 марта 1980, Сан-Ремо, Италия) — итальянский кинокритик и литературный критик. Является важнейшим итальянским кинокритиком вместе с Уго Казираги.    

## Биография
Ашрафян родился 17 февраля 1920 года в Краснодаре.
Эмигрировал в Италию со своей семьей. Учился в армянском колледже в Венеции. Поселившись в годы войны в Милане, он впоследствии переехал в Рим.
Получив итальянское гражданство, он выбрал себе имя Глауко Виацци в честь философа Пио Виацци, которым он восхищался, и из названия драмы 1919 года «Глауко» Эрколе Луиджи Морселли.
Виацци изучал химическую инженерию в Миланском политехническом институте и начал сотрудничать в качестве кинокритика с журналами Il Fascio, Libro e Moschetto, Cinema, Sequenze, Bianco e Nero.
После войны он вместе с Уго Казираги создал Il Poligono, отредактировал два тома Entr 'acte (Милан, 1945) и Рене Клера (Милан, 1946).
Оставив кинокритику, Виацци занялся армянской литературой и одним из первых заинтересовался футуризмом и современным авангардом, опубликовав книги «Французские поэты-символисты» (1976), «Поэты футуризма: 1909-1944» (1978), «От символизма к искусству», «Деко: поэтическая антология в хронологическом порядке (1981)». Сотрудничал с журналами Il Ponte, Belfagor, Il Verri и с издательством Editori Riuniti.